# Rødding (Skive Kommune)
 For alternative betydninger, se Rødding. (Se også artikler, som begynder med Rødding)
Rødding er en by på halvøen Salling med 878 indbyggere  (2024), beliggende 2 km øst for Spøttrup Borg, 5 km nordvest for Balling, 18 km sydvest for Roslev og 17 km nordvest for Skive. Byen hører til Skive Kommune og ligger i Region Midtjylland. I 1970-2006 hørte byen til Spøttrup Kommune.
Rødding hører til Rødding Sogn (Skive Kommune). Rødding Kirke (Skive Kommune) ligger i den sydlige ende af byen.

## Faciliteter
Spøttrup Kulturhal ligger i den lille bebyggelse Spøttrup ved borgen, og naturbørnehaven Grankoglen ligger lidt øst for Spøttrup.
- Rødding Skole har 80 (2023/2024) elever, fordelt på 0.-6. klassetrin. Skolen har SFO'en Kernehuset.[2]
- Rødding Ældrecenter har 2 afdelinger: Æblehøj har 16 lejligheder og en midlertidig bolig, mens Solsiden har 10 demenspladser.[3]
- Rødding Forsamlingshus kan rumme 149 gæster.[4]
- Spøttrup Kro har 10 medarbejdere og plads til 110 gæster.[5]
- Byen har Dagli'Brugs, pizzeria og slagterforretning og børnehave.

## Historie

### Landsbyen
I 1901 blev Rødding beskrevet således: "Rødding (gml. Form: Rythinge) med Præstegd., Skole, Sparekasse (opr. 1/1 1884...Antal af Konti
491), 2 Møller, Andelsmejeri og Telefonst.;" Det høje målebordsblad fra 1800-tallet viser desuden et fattighus.
Rødding Sogn havde på dette tidspunkt Krejbjerg Sogn som anneks, der blev betjent af præsten i Rødding. Senere blev Rødding og Krejbjerg dog to selvstændige sognekommuner, der fungerede frem til kommunalreformen i 1970.
Rødding Friskole, der var grundlagt i 1907, gik konkurs i 2019 pga. for få elever.
Partiet Stram Kurs havde købt friskolen på tvangsauktion i 2020, men opgav overtagelsen og købte i stedet friskolen i Hoven (Ringkøbing-Skjern Kommune).

### Stationsbyen
Rødding blev endestation på Vestsallingbanen (1924-66). Stationen fik navnet Spøttrup, fordi der i forvejen var en "Rødding Station" på Haderslev Amts Jernbaner. Endestationen havde 4 spor, heraf 2 med perron. Fra det inderste spor gik et spor til kulgård og drejeskive. Ved det yderste spor, som havde et stikspor, lå 3 private pakhuse.
Det lave målebordsblad fra 1900-tallet viser at stationsbyen også havde elværk, forsamlingshus og missionshus.
Stationsbygningen er bevaret på Stationsvej 21. Fasanvej er anlagt på stationsterrænet. Herfra går den 25 km lange asfalterede cykel- og vandresti "Vestsallingstien" til Skive. På de første 3½ km til den spredte bebyggelse Betryk følger stien banens tracé.